# أبو شوشة (عزبة)
عزبة أبو شوشة قرية تابعة لمركز السادات في محافظة المنوفية في جمهورية مصر العربية.